# Aki Riihilahti
Aki Pasinpoika Riihilahti (født 9. september 1976 i Helsinki, Finland) er en finsk tidligere fodboldspiller (defensiv midtbane), der spillede hele 69 kampe for Finlands landshold.
Riihilahti debuterede for det finske landshold 25. marts 1998 i en venskabskamp mod Malta, mens hans sidste landskamp var et opgør mod Spanien 17. oktober 2007. Han nåede at score 11 mål i sine 69 landskampe.
På klubplan startede Riihilahti sin karriere i hjemlandet hos HJK Helsinki, som han vandt det finske mesterskab med i 1997. Siden spillede han to år hos Vålerenga i Norge samt fem sæsoner hos Crystal Palace i England, hvoraf det ene år var i Premier League. Han sluttede sin karriere i HJK, hvor han vandt yderligere tre finske mesterskaber.

## Titler
Veikkausliiga
- 1997, 2009, 2010 og 2011 med HJK Helsinki

Finsk pokal
- 1996, 1998 og 2011 med HJK Helsinki

Finlands Liga Cup
- 1996, 1997 og 1998 med HJK Helsinki